# Olympia (Vorname)
Olympia (auch Olimpia) ist ein weiblicher Vorname.

## Herkunft und Bedeutung
Der Name kommt aus dem Griechischen und bedeutet „vom Olymp“, frei übersetzt „die Himmlische“. Olympia ist auch der Name des antiken Heiligtums, von dem sich weitere Bedeutungen ableiten.
In der Neuzeit bekam der Name große Aufmerksamkeit im 19. Jahrhundert, 1863 stellte Édouard Manet sein Werk Olympia vor. Das Porträt der Dame sorgte für einen Skandal, weniger wegen der Nacktheit, als vielmehr aufgrund der Selbstbewusstheit und des direkten Blickes der Dame; das Bild gilt vielen Kunsthistorikern als Begründer der modernen Malerei.

## Varianten
- Olympias
- Olympe
- Olimbia, Olimpia
- Koseform: Pia

## Namensträgerinnen
Olympia
- Olympia Aldersey (* 1992), australische Ruderin
- Olympia Brown (1835–1926), amerikanische Pastorin und Frauenrechtlerin
- Olympia Dukakis (1931–2021), US-amerikanische Schauspielerin
- Olympia Mancini (1639–1708), französische Adelige
- Olympia Fulvia Morata (1526–1555), italienische Dichterin und humanistische Gelehrte
- Olympia Snowe (* 1947), US-amerikanische Politikerin
- Olympia Valance (* 1993), australische Schauspielerin und Model
- Olympia von Weizsäcker (1887–1979), Ehefrau von Viktor von Weizsäcker und Schwester von Ernst Robert Curtius
- Olympia Zacharias (* 1986), nauruische Leichtathletin

Variante Olimpia
- Olimpia Ajakaiye (* 1974), polnische Schauspielerin und Moderatorin
- Olimpia Aldobrandini (1623–1681), letzte Erbin des römischen Zweiges der Familie Aldobrandini
- Olímpia Barbosa (* 1995), portugiesische Leichtathletin aus São Tomé und Príncipe (100-Meter-Hürdenlauf)
- Olimpia Carlisi (* 1946), italienische Schauspielerin
- Olimpia Coral Melo Cruz (* 1995), mexikanische Frauenrechtsaktivistin
- Olimpia Dobrovolska (1895–1990), ukrainische Schauspielerin und Theaterregisseurin
- Olimpia Maidalchini (1591–1657), italienische Fürstin
- Olimpia Di Nardo (1948–2003), italienische Schauspielerin und Sängerin